# János Herskó
János Herskó est un réalisateur hongrois, né le 9 avril 1926 à Budapest et mort le 12 octobre 2011 dans la même ville.

## Biographie
Diplômé de la Színház- és Filmművészeti Főiskola (École supérieure d'art dramatique et cinématographique) de Budapest en 1949, Herskó suit, durant deux ans, des cours de cinéma à Moscou. Il exerce d'abord le métier d'acteur avant de réaliser deux courts métrages à la fin des années 1940. Son premier film de fiction est consacrée à la jeunesse de Budapest (Sous la ville, 1953). Il va devenir l'assistant de Zoltán Fábri pour Le Professeur Hannibal en 1956. Professeur à l'École supérieure d'art dramatique et cinématographique de Budapest, János Herskó quitte son pays et s'installe en Suède en 1971, après la réalisation d'un film au ton désenchanté Requiem à la hongroise.
Lars von Trier fait appel à lui, comme acteur, notamment dans Element of crime (1984)  et Europa (1991).

## Filmographie principale
- 1953 : Sous la ville (A város alatt)
- 1958 : La Fleur de fer (Vasvirág)
- 1960 : Deux étapes de bonheur (Két emelet boldogság)
- 1963 : Dialogue (Párbeszéd)
- 1967 : À propos de Véra/Hello, Véra ! (Szevasz, Vera !)
- 1970 : Requiem à la hongroise (N.N. a halál angyala)